# Реки Австрии

Главные реки Австрии

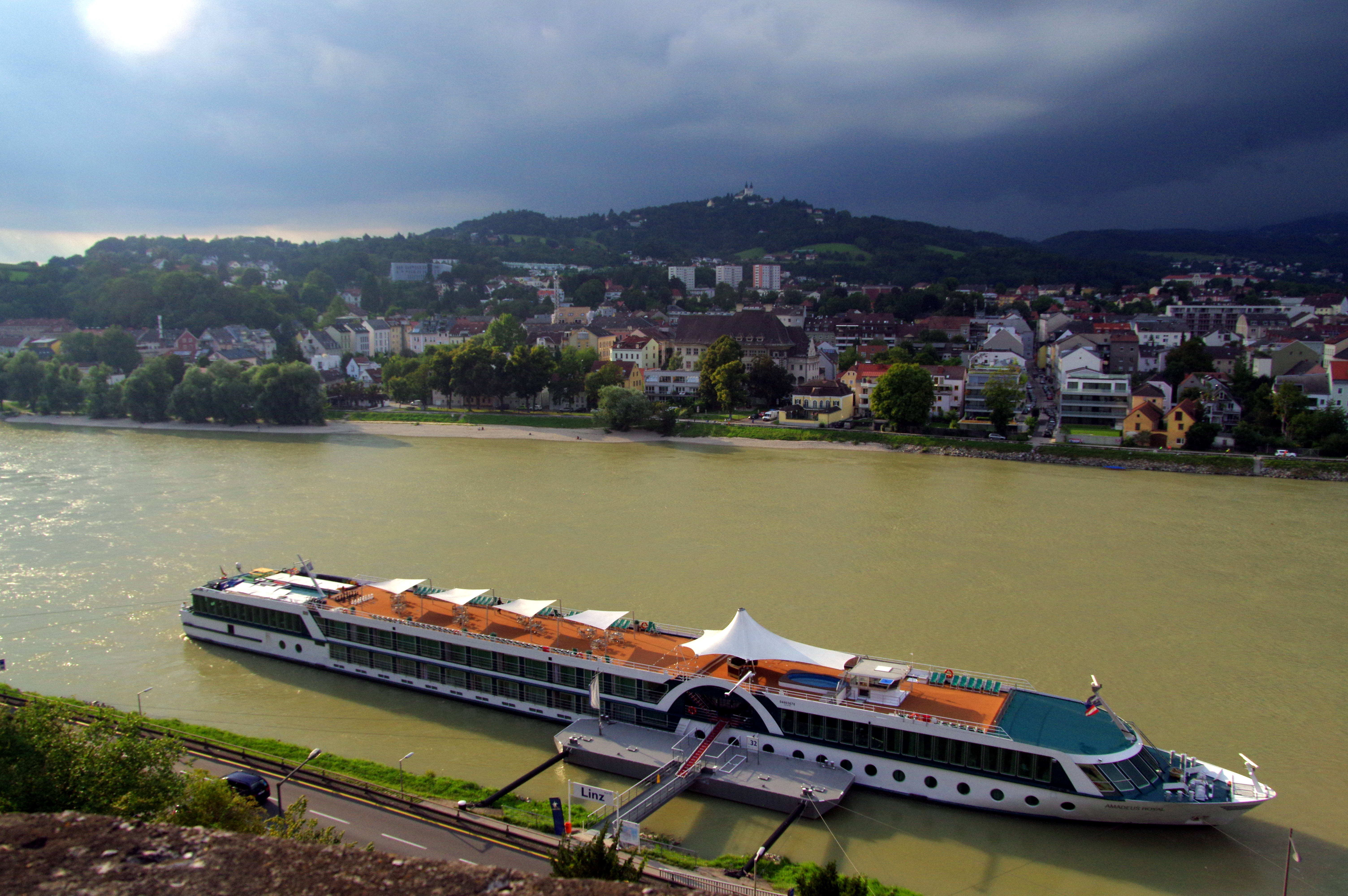
Дунай

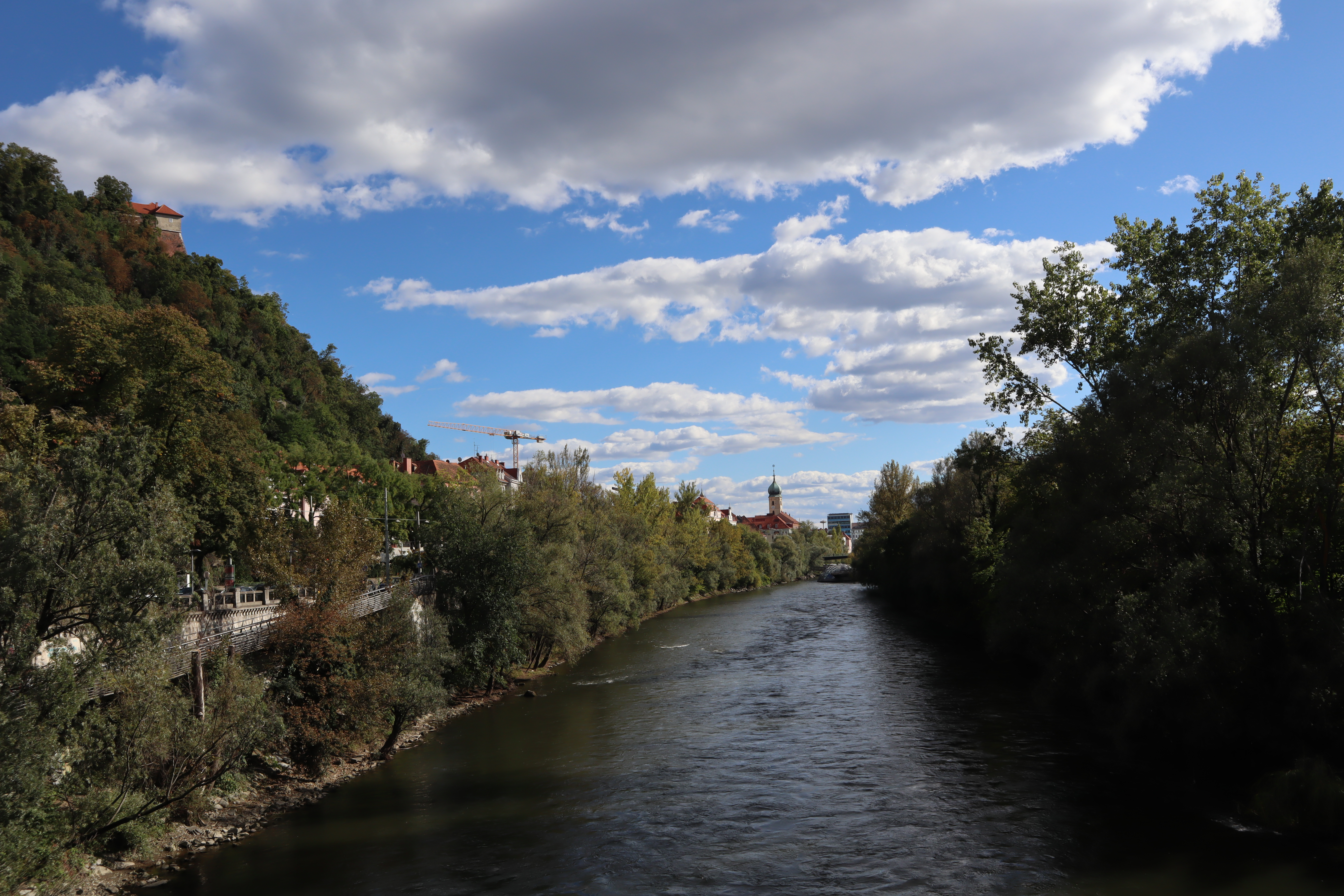
Мура

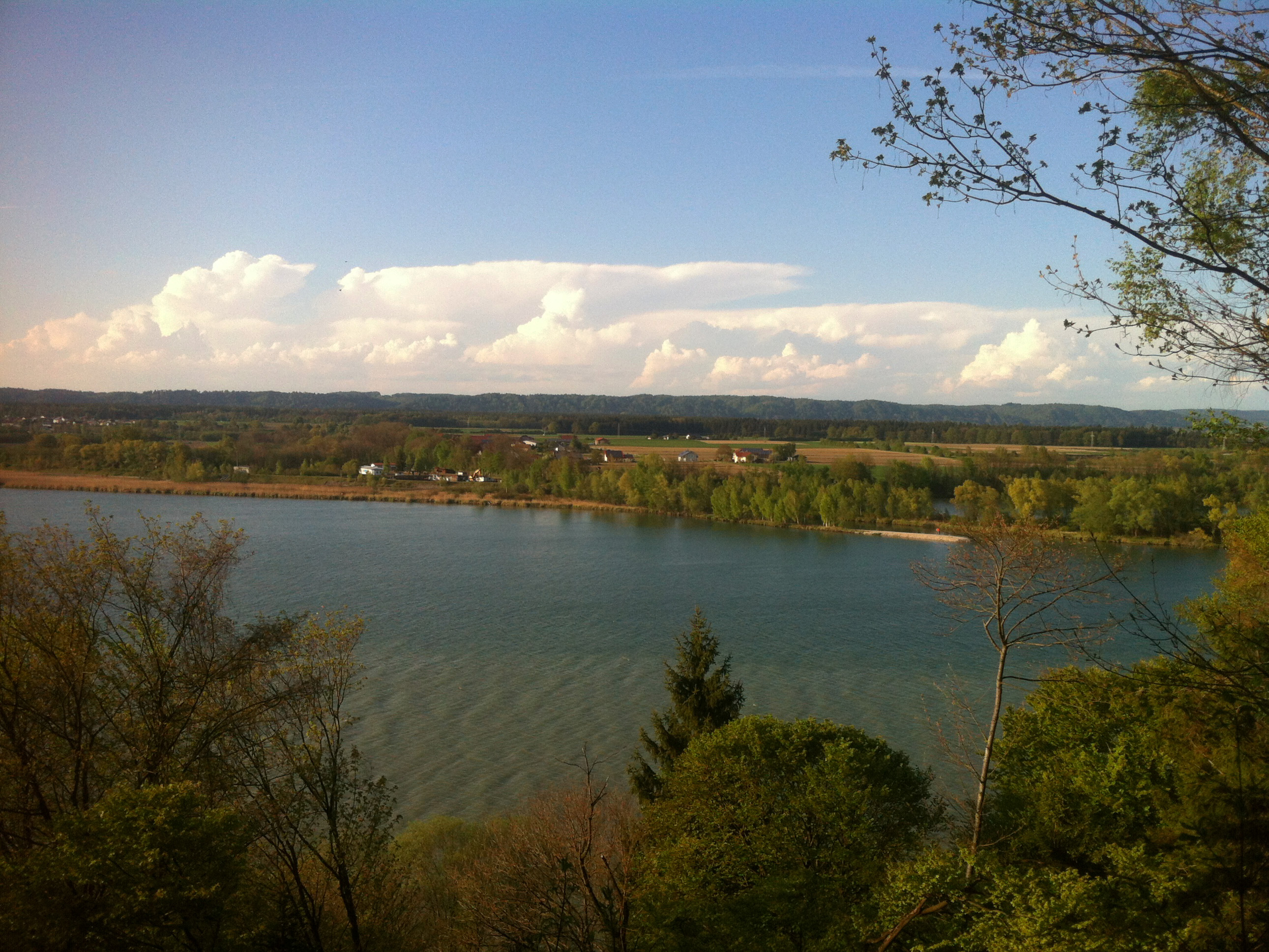
Инн

Реки Австрии расположены в бассейне трёх главных водных артерий: Дуная, Рейна и Эльбы. На долю бассейна Дуная приходится более 95 % всех рек страны, реки бассейна Рейна сосредоточены на крайнем западе страны, реки бассейна Эльбы сосредоточены на небольшом участке самой северной части Австрии.
Самая протяжённая река Австрии — Дунай, протекает по стране на протяжении 350 км, его главные притоки Инн (с Зальцахом), Энс, Драва и Морава.
Горные реки Австрии отличаются крутым стоком, им характерно быстрое течение, что делает их высокоэнергоёмкими. Для них характерен альпийский режим стока с летним половодьем и резко выраженной зимней меженью. Горные реки не судоходны и лишь частично используются для лесосплава.
Большинство рек Австрии, относящихся к бассейну Дуная, в конечном счёте впадают в Чёрное море, остальная малая часть впадает в Северное море.
На территории Австрии сосредоточено более более 580 озёр, главным образом ледникового происхождения. Их особенно много в северных предгорьях Альп.
В реках и озёрах Австрии распространены лещ, линь, сом, угорь, сазан, щука, налим, окунь, жерех, судак, берш, голавль, язь, плотва, краснопёрка, елец, белоглазка, синец, рыбец, густера, чехонь, хариус, усачи, караси, подуст, чоп, быстрянка, уклейка, верховка, шемая, бычки, голец усатый, щиповки, миноги, пескари, ерши, вьюн, гольян, горчак и др. Встречается стерлядь, дунайский лосось, гольцы, пелядь и некоторые другие сиговые (из них 3 вида встречаются только в Австрии). Интродуцированы малоротый и большеротый окунь, солнечник, радужная форель, трёхиглая и девятииглая колюшки, кошачьи сомы и некоторые другие рыбы.

## Список наиболее крупных рек по протяжённости
Список наиболее протяжённых рек Австрии:
| №  | Река    | Австрийское название | Длина на территории Австрии, км | Общая длина, км |
| -- | ------- | -------------------- | ------------------------------- | --------------- |
| 1  | Дунай   | Donau                | 350                             | 2848            |
| 2  | Мура    | Mur                  | 348                             | 444             |
| 3  | Инн     | Inn                  | 280                             | 510             |
| 4  | Драва   | Drau                 | 261                             | 749             |
| 5  | Энс     | Enns                 | 254                             | 254             |
| 6  | Зальцах | Salzach              | 225                             | 225             |
| 7  | Лайта   | Leitha               | 167                             | 191             |
| 8  | Гурк    | Gurk                 | 158                             | 158             |
| 9  | Камп    | Kamp                 | 153                             | 153             |
| 10 | Траун   | Traun                | 153                             | 153             |
| 11 | Дие     | Thaya                | 135                             | 306             |
| 12 | Ибс     | Ybbs                 | 126                             | 126             |
| 13 | Гайль   | Gail                 | 122                             | 122             |